# Алабухино (Костромская область)
Алабухино — деревня в Нерехтском районе Костромской области. Входит в состав Волжского сельского поселения.

## География
Находится в юго-западной части Костромской области на расстоянии приблизительно 29 км на восток по прямой от районного центра города Нерехта.

## История
Известна с 1872 года, когда здесь было учтено 18 дворов, в 1907 году отмечено было 33 двора.

## Население
Постоянное население составляло 130 человек (1872 год), 158 (1897), 205 (1907), 35 в 2002 году (русские 100 %), 31 в 2022.